# لوس بانوس (كاليفورنيا)
لوس بانوس (بالإنجليزية: Los Banos)‏ هي إحدى مدن مقاطعة ميرسيد، كاليفورنيا. تم إعطاءها لقب مدينة في 8 مايو، 1907.

## التركيبة السكانية
حدّد مكتب تعداد الولايات المتحدة بيانات التركيبة السكانية للوس بانوس في تعداد الولايات المتحدة. في ما يلي، التركيبة السكانية حسب تعدادي 2000 و2010.

### تعداد عام 2000
بلغ عدد سكان لوس بانوس 25,869 نسمة بحسب تعداد عام 2000، وبلغ عدد الأسر 7,721 أسرة وعدد العائلات 6,225 عائلة مقيمة في المدينة. في حين سجلت الكثافة السكانية 987.4 نسمة لكل كيلومتر مربع (2,557.4/ميل2). وبلغ عدد الوحدات السكنية 8,049 وحدة بمتوسط كثافة قدره 307.2 لكل كيلومتر مربع (795.6/ميل2).
وتوزع التركيب العرقي للمدينة بنسبة 58.61% من البيض و4.25% من الأمريكيين الأفارقة و1.35% من الأمريكيين الأصليين و2.34% من الأمريكيين ذوي الأصول الآسيوية و0.33% من سكان جزر المحيط الهادئ و26.90% من الأعراق الأخرى و6.21% من عرقين مختلطين أو أكثر و50.44% من الهسبانيون أو اللاتينيون من أي عرق.
بلغ عدد الأسر 7,721 أسرة كانت نسبة 53.7% منها لديها أطفال تحت سن الثامنة عشر تعيش معهم، وبلغت نسبة الأزواج القاطنين مع بعضهم البعض 62.5% من أصل المجموع الكلي للأسر، ونسبة 12.4% من الأسر كان لديها معيلات من الإناث دون وجود شريك، بينما كانت نسبة 5.7% من الأسر لديها معيلون من الذكور دون وجود شريكة وكانت نسبة 19.4% من غير العائلات. تألفت نسبة 15.8% من أصل جميع الأسر من عدة أفراد يعيشون في نفس المنزل ونسبة 7% كانت تتألف من شخص يعيش بمفرده يبلغ من العمر 65 عاماً أو أكثر. وبلغ متوسط حجم الأسرة المعيشية 3.33، أما متوسط حجم العائلات فبلغ 3.69.
بلغ العمر الوسطي للسكان 29.7 عاماً. وكانت نسبة 35.1% من القاطنين تحت سن الثامنة عشر، وكانت نسبة 8.9% بين الثامنة عشر والرابعة والعشرين عاماً، ونسبة 29.8% كانت واقعةً في الفئة العمرية ما بين الخامسة والعشرين والرابعة والأربعين عاماً، ونسبة 16.8% كانت ما بين الخامسة والأربعين والرابعة والستين، ونسبة 8.7% كانت ضمن فئة الخامسة والستين عاماً فما فوق. يوجد لكل 100 أنثى 99.5 ذكر، ويوجد لكل 100 أنثى في الثامنة عشر من عمرها فما فوق 96.8 ذكر.
بلغ متوسط دخل الأسرة في المدينة 43,690 دولارًا، أما متوسط دخل العائلة فبلغ 45,304 دولارًا. وكان متوسط دخل الذكور 38,294 دولارًا مقابل 27,994 دولارًا للإناث. وسجل دخل الفرد الخاص بالمدينة 15,582 دولارًا. وكانت نسبة 9.8% من العائلات ونسبة 12.1% من السكان تحت خط الفقر، وكان من هؤلاء نسبة 14.4% تحت سن الثامنة عشر ونسبة 9.8% في الخامسة والستين من العمر وما فوق.

### تعداد عام 2010
بلغ عدد سكان لوس بانوس 35,972 نسمة بحسب تعداد عام 2010، وبلغ عدد الأسر 10,259 أسرة وعدد العائلات 8,330 عائلة مقيمة في المدينة. في حين سجلت الكثافة السكانية 1,373 نسمة لكل كيلومتر مربع (3,556.1/ميل2). وبلغ عدد الوحدات السكنية 11,375 وحدة بمتوسط كثافة قدره 434.2 لكل كيلومتر مربع (1,124.6/ميل2).
وتوزع التركيب العرقي للمدينة بنسبة 57.95% من البيض و3.76% من الأمريكيين الأفارقة و1.42% من الأمريكيين الأصليين و3.23% من الأمريكيين ذوي الأصول الآسيوية و0.37% من سكان جزر المحيط الهادئ و28.14% من الأعراق الأخرى و5.12% من عرقين مختلطين أو أكثر و64.90% من الهسبانيون أو اللاتينيون من أي عرق.
بلغ عدد الأسر 10,259 أسرة كانت نسبة 53.1% منها لديها أطفال تحت سن الثامنة عشر تعيش معهم، وبلغت نسبة الأزواج القاطنين مع بعضهم البعض 58.7% من أصل المجموع الكلي للأسر، ونسبة 14.4% من الأسر كان لديها معيلات من الإناث دون وجود شريك، بينما كانت نسبة 8.2% من الأسر لديها معيلون من الذكور دون وجود شريكة وكانت نسبة 18.8% من غير العائلات. تألفت نسبة 15.1% من أصل جميع الأسر من عدة أفراد يعيشون في نفس المنزل ونسبة 6.4% كانت تتألف من شخص يعيش بمفرده يبلغ من العمر 65 عاماً أو أكثر. وبلغ متوسط حجم الأسرة المعيشية 3.49، أما متوسط حجم العائلات فبلغ 3.84.
بلغ العمر الوسطي للسكان 29.8 عاماً. وكانت نسبة 33.6% من القاطنين تحت سن الثامنة عشر، وكانت نسبة 10.3% بين الثامنة عشر والرابعة والعشرين عاماً، ونسبة 26.7% كانت واقعةً في الفئة العمرية ما بين الخامسة والعشرين والرابعة والأربعين عاماً، ونسبة 20.8% كانت ما بين الخامسة والأربعين والرابعة والستين، ونسبة 8.6% كانت ضمن فئة الخامسة والستين عاماً فما فوق. وتوزع التركيب الجنسي للسكان بنسبة 49.8% ذكور و50.2% إناث.

## أعلام
- نيك ستايتز
- مود أباتاو
- إريس أباتاو

## الموقع الجغرافي
الموقع الجغرافي للمناطق المحيطة بهذه النقطة هو كالتالي: